# Ceratotrochus
Ceratotrochus is een geslacht van neteldieren uit de klasse van de Anthozoa (bloemdieren).

## Soorten
- Ceratotrochus franciscana Durham & Barnard, 1952
- Ceratotrochus laxus Vaughan, 1907
- Ceratotrochus magnaghii Cecchini, 1914
- Ceratotrochus multiserialis (Michelotti, 1838) †